# Sân bay Carthago
Sân bay Carthago (ICAO: HSCG) là một sân bay ở Carthago, Sudan.